# Колосовка (Народичский район)
Колосовка (укр. Колосівка) — село на Украине, основано в 1652 году, находится в Народичском районе Житомирской области.
Код КОАТУУ — 1823780404. Население по переписи 2001 года составляет 0 человек. Почтовый индекс — 11452. Телефонный код — 4140. Занимает площадь 0,227 км².

## История
В 1946 году указом ПВС УССР хутор Колона переименован в Колосовку.

## Адрес местного совета
11452, Житомирская область, Народичский р-н, с.Базар